# Goof de Koning
Goof de Koning (Geldrop, 25 februari 1973) is een Nederlandse cameraman, cinematograaf en steadicam-operator, bekend om zijn werk in speelfilms, documentaires en commercials.

## Carrière
De Koning begon zijn professionele carrière in de filmindustrie in 1989. Hij werkte aanvankelijk in de televisiesector.
In de loop der jaren heeft De Koning gewerkt aan meer dan 60 film- en televisieproducties, variërend van speelfilms tot documentaires en commercials.

## Filmografie
Selectie
- De brief voor Sinterklaas (2019)
- Project Gio (2019)
- De vloek van Lughus (2021)
- De Expeditie van Familie Vos (2021)
- De Club van Sinterklaas & Het Vergeten Pietje (2021)
- Het Feest van Tante Rita (2022)
- De Bellinga's: Huis op stelten (2022)
- De Grote Sinterklaasfilm: Gespuis in de speelgoedkluis (2022)
- De Bellinga's: Vakantie op stelten (2023)
- De Grote Sinterklaasfilm en de strijd om pakjesavond (2023)
- Juf Braaksel en de magische ring (2023)
- De Bellinga's: Pretpark op stelten (2024)
- Het feest van tante Rita 2 - de chocobom (2024)
- De Club van Sinterklaas Film: Het Grote Sneeuwavontuur (2024)
- De Grote Sinterklaasfilm: Stampij in de bakkerij (2024)

Daarnaast heeft hij gewerkt aan internationale producties zoals The Human Centipede (First Sequence) (2009) en Sunset Contract (2020).

## Erkenning en prijzen
In 2021 ontving hij de prijs voor Beste Cinematografie op het Barcelona International Film Festival voor zijn werk aan De vloek van Lughus.
Daarnaast werden twee van zijn films uit 2019, De Brief voor Sinterklaas en Project Gio, geselecteerd voor de Gouden Kalf Award in 2020, een prestigieuze Nederlandse filmprijs.